# US Open-mesterskabet i herredouble 2017
US Open-mesterskabet i herredouble 2017 er den 137. turnering om US Open-mesterskabet i herredouble. Turneringen er en del af US Open 2017 og bliver spillet i USTA Billie Jean King National Tennis Center i New York City, USA i perioden 31. august - 8. september 2017.
Mesterskabet blev vundet af 12.-seedede Jean-Julien Rojer og Horia Tecău, som i finalen besejrede spanierne Marc López og Feliciano López, der var seedet én plads højere, med 6-4, 6-3 i løbet af 1 time og 26 minutter. Dermed vandt den hollandsk-rumænske konstellation deres anden grand slam-titel i herredouble, eftersom de tidligere havde vundet Wimbledon-mesterskabet i 2015, og undervejs til titlen besejrede parret de forsvarende mestre, Jamie Murray og Bruno Soares, i kvartfinalen med de overbevisende cifre 6-2, 6-1, og det topseedede par, Henri Kontinen og John Peers, i semifinalen med 1-6, 7-6, 7-5. Spaniernes nederlag betød, at herredoublefinalen ved US Open for tredje gang siden 2014 blev tabt af et rent spansk par.

## Pengepræmier og ranglistepoint
Den samlede præmiesum til spillerne i herredouble androg $ 2.967.000 (ekskl. per diem), hvilket var en stigning på knap 9 % i forhold til året før.
| Resultat               | Pengepræmier | Pengepræmier | Ændring ift. 2016 | ATP-point |
| Resultat               | Pr. par      | Total        | Ændring ift. 2016 | ATP-point |
| ---------------------- | ------------ | ------------ | ----------------- | --------- |
| Vindere (1)            | $ 675.000    | $ 675.000    | +8,0 %            | 2.000     |
| Finalister (1)         | $ 340.000    | $ 340.000    | +9,7 %            | 1.200     |
| Semifinalister (2)     | $ 160.000    | $ 320.000    | +6,7 %            | 720       |
| Kvartfinalister (4)    | $ 82.000     | $ 328.000    | +9,3 %            | 360       |
| Tabere i 3. runde (8)  | $ 44.000     | $ 352.000    | +10,0 %           | 180       |
| Tabere i 2. runde (16) | $ 26.500     | $ 424.000    | +8,2 %            | 90        |
| Tabere i 1. runde (32) | $ 16.500     | $ 528.000    | +9,0 %            | 0         |
| Samlet præmiesum       | -            | $ 2.967.000  | +8,6 %            | -         |

## Turnering

### Deltagere
Turneringen har deltagelse af 64 par, der er fordelt på:
- 57 direkte kvalificerede par i form af deres ranglisteplacering.
- 7 par, der har modtaget et wildcard.

#### Seedede par
De 16 bedst placerede af parrene på ATP's verdensrangliste blev seedet:
| Seedning | Rang. | Spiller                             | Resultat     |
| -------- | ----- | ----------------------------------- | ------------ |
| 1        | 3     | Henri Kontinen John Peers           | Kvartfinale  |
| 2        | 7     | Łukasz Kubot Marcelo Melo           | Anden runde  |
| 3        | 13    | Pierre-Hugues Herbert Nicolas Mahut | Første runde |
| 4        | 13    | Jamie Murray Bruno Soares           | Kvartfinale  |
| 5        | 18    | Bob Bryan Mike Bryan                | Kvartfinale  |
| 6        | 25    | Ivan Dodig Marcel Granollers        | Tredje runde |
| 7        | 28    | Raven Klaasen Rajeev Ram            | Første runde |
| 8        | 32    | Ryan Harrison Michael Venus         | Første runde |
| 9        | 35    | Oliver Marach Mate Pavić            | Tredje runde |
| 10       | 42    | Rohan Bopanna Pablo Cuevas          | Anden runde  |
| 11       | 45    | Feliciano López Marc López          | Finale       |
| 12       | 57    | Jean-Julien Rojer Horia Tecău       | Mestre       |
| 13       | 67    | Brian Baker Nikola Mektić           | Første runde |
| 14       | 77    | Julio Peralta Horacio Zeballos      | Anden runde  |
| 15       | 78    | Santiago González Donald Young      | Første runde |
| 16       | 80    | Sam Groth Aisam-ul-Haq Qureshi      | Første runde |

#### Wildcards
Syv par modtog et wildcard til turneringen.
| Rang. | Par                                    | Resultat     |
| ----- | -------------------------------------- | ------------ |
| 274   | Austin Krajicek Jackson Withrow        | Anden runde  |
| 345   | Bradley Klahn Scott Lipsky             | Første runde |
| 539   | Steve Johnson Tommy Paul               | Første runde |
| 1541  | Taylor Fritz Reilly Opelka             | Anden runde  |
| 2505  | Vasil Kirkov Danny Thomas              | Første runde |
| -     | Christopher Eubanks Christian Harrison | Anden runde  |
| -     | William Blumberg Spencer Papa          | Første runde |

### Resultater

#### Kvartfinaler, semifinaler og finale
| Henri Kontinen |
| John Peers     |

| Nicholas Monroe    |
| John-Patrick Smith |

| Henri Kontinen |
| John Peers     |

| Jamie Murray |
| Bruno Soares |

| Jean-Julien Rojer |
| Horia Tecău       |

| Jean-Julien Rojer |
| Horia Tecău       |

| Jean-Julien Rojer |
| Horia Tecău       |

| Feliciano López |
| Marc López      |

| Feliciano López |
| Marc López      |

| Robin Haase      |
| Matwé Middelkoop |

| Feliciano López |
| Marc López      |

| Bob Bryan  |
| Mike Bryan |

| Bob Bryan  |
| Mike Bryan |

| Julien Benneteau       |
| Édouard Roger-Vasselin |

#### Første, anden og tredje runde
| Henri Kontinen |
| John Peers     |

| William Blumberg |
| Spencer Papa     |

| Henri Kontinen |
| John Peers     |

| Dominic Inglot |
| Daniel Nestor  |

| Mikhail Jelgin  |
| Daniil Medvedev |

| Mikhail Jelgin  |
| Daniil Medvedev |

| Henri Kontinen |
| John Peers     |

| Carlos Berlocq       |
| Albert Ramos Viñolas |

| Juan Sebastián Cabel |
| Leonardo Mayer       |

| Juan Sebastián Cabel |
| Leonardo Mayer       |

| Juan Sebastián Cabel |
| Leonardo Mayer       |

| James Cerretani |
| Marc Polmans    |

| Julio Peralta    |
| Horacio Zeballos |

| Julio Peralta    |
| Horacio Zeballos |

| Rohan Bopanna |
| Pablo Cuevas  |

| Bradley Klahn |
| Scott Lipsky  |

| Rohan Bopanna |
| Pablo Cuevas  |

| Steve Johnson |
| Tommy Paul    |

| Simone Bolelli |
| Fabio Fognini  |

| Simone Bolelli |
| Fabio Fognini  |

| Simone Bolelli |
| Fabio Fognini  |

| Jonathan Eysseric |
| Franko Škugor     |

| Nicholas Monroe    |
| John-Patrick Smith |

| Nicholas Monroe    |
| John-Patrick Smith |

| Nicholas Monroe    |
| John-Patrick Smith |

| Rogério Dutra Silva |
| Paolo Lorenzi       |

| Rogério Dutra Silva |
| Paolo Lorenzi       |

| Raven Klaasen |
| Rajeev Ram    |

| Jamie Murray |
| Bruno Soares |

| Julian Knowle  |
| Alexander Peya |

| Jamie Murray |
| Bruno Soares |

| Pablo Carreño Busta |
| Fernando Verdasco   |

| Marcus Daniell    |
| Marcelo Demoliner |

| Marcus Daniell    |
| Marcelo Demoliner |

| Jamie Murray |
| Bruno Soares |

| Andrés Molteni |
| Adil Shamasdin |

| Robert Lindstedt |
| Jordan Thompson  |

| John Millman |
| Ken Skupski  |

| John Millman |
| Ken Skupski  |

| Robert Lindstedt |
| Jordan Thompson  |

| Robert Lindstedt |
| Jordan Thompson  |

| Santiago González |
| Donald Young      |

| Jean-Julien Rojer |
| Horia Tecău       |

| Damir Džumhur |
| Dušan Lajović |

| Jean-Julien Rojer |
| Horia Tecău       |

| Chung Hyeon |
| Lu Yen-Hsun |

| Chung Hyeon |
| Lu Yen-Hsun |

| Guido Pella       |
| Diego Schwartzman |

| Jean-Julien Rojer |
| Horia Tecău       |

| Thomas Fabbiano |
| Yuichi Sugita   |

| Ivan Dodig        |
| Marcel Granollers |

| Alessandro Giannessi |
| Florian Mayer        |

| Alessandro Giannessi |
| Florian Mayer        |

| Wesley Koolhof |
| Artem Sitak    |

| Ivan Dodig        |
| Marcel Granollers |

| Ivan Dodig        |
| Marcel Granollers |

| Ryan Harrison |
| Michael Venus |

| Jérémy Chardy  |
| Fabrice Martin |

| Jérémy Chardy  |
| Fabrice Martin |

| Marcin Matkowski |
| Maks Mirnyj      |

| Taylor Fritz  |
| Reilly Opelka |

| Taylor Fritz  |
| Reilly Opelka |

| Jérémy Chardy  |
| Fabrice Martin |

| Hans Podlipnik-Castillo |
| Andrej Vasiljevskij     |

| Feliciano López |
| Marc López      |

| Adrian Mannarino |
| Andreas Seppi    |

| Adrian Mannarino |
| Andreas Seppi    |

| Andre Begemann |
| Divij Sharan   |

| Feliciano López |
| Marc López      |

| Feliciano López |
| Marc López      |

| Brian Baker   |
| Nikola Mektić |

| Malek Jaziri     |
| Andrej Kuznetsov |

| Malek Jaziri     |
| Andrej Kuznetsov |

| David Marrero |
| Benoît Paire  |

| Steve Darcis |
| Dudi Sela    |

| Steve Darcis |
| Dudi Sela    |

| Steve Darcis |
| Dudi Sela    |

| Christopher Eubanks |
| Christian Harrison  |

| Robin Haase      |
| Matwé Middelkoop |

| Mikhail Juzjnyj |
| Mischa Zverev   |

| Christopher Eubanks |
| Christian Harrison  |

| Robin Haase      |
| Matwé Middelkoop |

| Robin Haase      |
| Matwé Middelkoop |

| Pierre-Hugues Herbert |
| Nicolas Mahut         |

| Bob Bryan  |
| Mike Bryan |

| Roman Jebavý |
| Jiří Veselý  |

| Bob Bryan  |
| Mike Bryan |

| Nick Kyrgios |
| Matt Reid    |

| Nick Kyrgios |
| Matt Reid    |

| João Sousa         |
| Jan-Lennard Struff |

| Bob Bryan  |
| Mike Bryan |

| Philipp Oswald |
| André Sá       |

| Oliver Marach |
| Mate Pavić    |

| Austin Krajicek |
| Jackson Withrow |

| Austin Krajicek |
| Jackson Withrow |

| Vasil Kirkov |
| Danny Thomas |

| Oliver Marach |
| Mate Pavić    |

| Oliver Marach |
| Mate Pavić    |

| Sam Groth            |
| Aisam-ul-Haq Qureshi |

| Karen Khatjanov |
| Andrej Rublev   |

| Karen Khatjanov |
| Andrej Rublev   |

| Leander Paes |
| Purav Raja   |

| Leander Paes |
| Purav Raja   |

| Janko Tipsarević |
| Viktor Troicki   |

| Karen Khatjanov |
| Andrej Rublev   |

| Julien Benneteau       |
| Édouard Roger-Vasselin |

| Julien Benneteau       |
| Édouard Roger-Vasselin |

| Nikoloz Basilashvili  |
| Andreas Haider-Maurer |

| Julien Benneteau       |
| Édouard Roger-Vasselin |

| Guillermo Durán |
| Neal Skupski    |

| Łukasz Kubot |
| Marcelo Melo |

| Łukasz Kubot |
| Marcelo Melo |